# Демьянка (река)
Демья́нка (в верховье Южная Демьянка) — река в Западной Сибири, правый приток Иртыша.

## Этимология
Название дано русскими во второй половине XVI века по имени главы хантского рода, жившего в то время на берегах этой реки, князька Нимньюяна. Его имя было усвоено русскими в привычной форме календарного имени Демьян; соответственно и река называлась Нимнянка или Демьянка.

## Физико-географическая характеристика

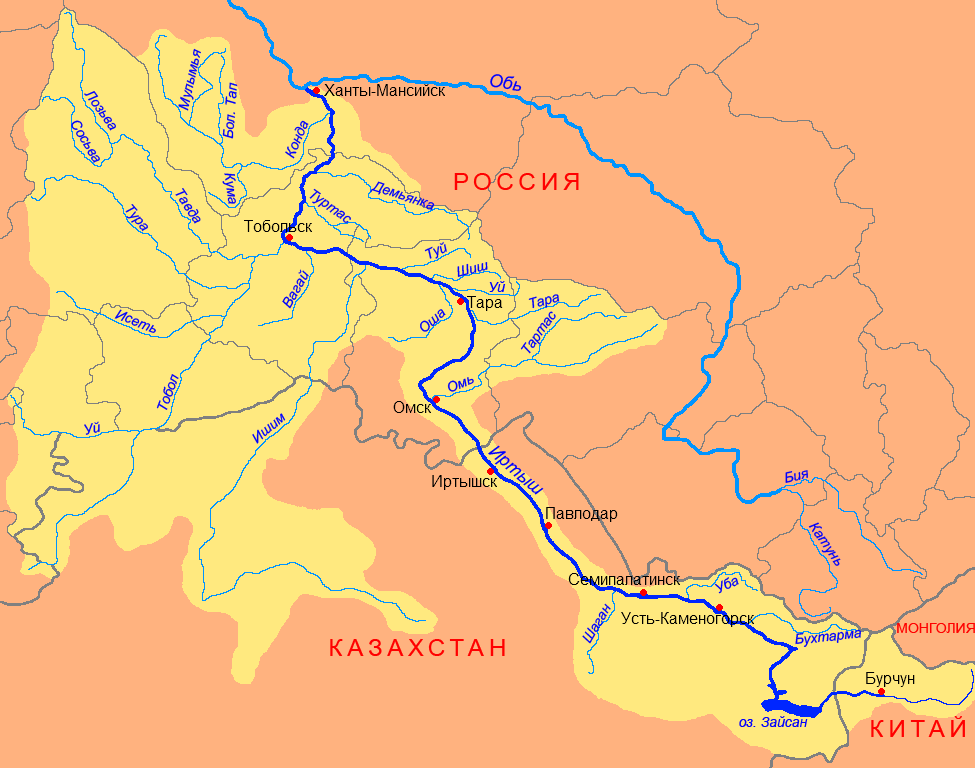
Бассейн Иртыша

Истоки в болотах Васюганья на северо-востоке Омской области, где называется Южной Демьянкой. Далее течёт по территории Уватского района Тюменской области. Крупнейшие притоки: Кеум, Тямка — правые; Тегус, Урна, Имгыт, Большой Куньяк — левые.
Общая длина реки — 1159 км, площадь водосбора — 34 800 км² при средней его высоте 90 м, принимает 50 притоков, длиной более 10 км. Общее количество водотоков в бассейне реки достигает внушительного значения: 1689, с общей длиной 10 913 км. Коэффициент густоты речной сети составляет 0,31 км/км². Средневзвешенный уклон реки 0,07 ‰, что указывает на спокойное течение, умеренные деформационные процессы и мелкофракционный состав донных отложений.
Долина реки как в верхнем, так и в среднем течении имеет трапецеидальную форму. Склоны долины реки относительно крутые, местами обрывистые, имеют разнообразную таёжную растительность. Древесная растительность представлена смешанными лесами, хвойными породами деревьев: кедр, сосна, ель, пихта; лиственными породами: осина, берёза, ива. Из кустарников преобладает черёмуха, тальник.
| Средний расход воды (м³/с) реки Демьянки по месяцам с 1952 по 1988 гг. (замеры производились на гидрологическом посту в 167 км от устья) |

Русло реки неразветвлённое, сильно извилистое. Дно русла илисто-песчаное. На время весеннего подъёма уровня воды река частично становится судоходной. Русло на мелководье захламлено поваленными деревьями, кустарником. Тип руслового процесса — свободное меандрирование. Меженный продольный уклон незначительный — 0,034 ‰. Ледоход проходит на подъёме половодья.
Бассейн Демьянки значительно заболочен и отличается огромным количеством малых озёр: заболоченность 50 %, залесённость 45 %. Озерность не столь велика и не превышает 2,0 %, что вызвано крайне малыми размерами внутриболотных озёр.
На реке есть посёлок Демьянка, но в целом бассейн Демьянки заселён слабо. Крупных населённых пунктов нет.

## Данные водного реестра
По данным государственного водного реестра России относится к Иртышскому бассейновому округу, водохозяйственный участок реки — Иртыш от впадения реки Тобол до города Ханты-Мансийск (выше), без реки Конда, речной подбассейн реки — бассейны притоков Иртыша от Тобола до Оби. Речной бассейн реки — Иртыш.

## Притоки
(указано расстояние от устья)
- 13 км: Савинкова (лв)
- 35 км: Нюрым
- 46 км: река без названия (у с. Ситик) (пр)
- 49 км: Нелым (пр)
- 50 км: Посналь (лв)
- 68,3 км: Большой Перил (лв)
- 68,6 км: Кальча (лв)
- Вочьях (лв)
- 91 км: Хатнысьега (лв)
- Стареп (пр)
- Сойдыш (пр)
- 167 км: Жарняковка (лв)
- 197 км: Кеум (пр)
- 211 км: Уима (лв)
- 240 км: Тайгытьега (пр)
- Немкурова Речка (пр)
- Ашпаран (пр)
- 276 км: Марьяк (лв)
- Винкуров (пр)
- 294 км: Челдыяк (лв)
- 299 км: Язева (пр)
- 303 км: Большой Куньяк (лв)
- 332 км: Малый Куньяк (лв)
- 353 км: Тарамбал (пр)
- 383 км: Вохсаръега (лв)
- 395 км: Большой Уим (лв)
- 413 км: Авасьега (лв)
- 424 км: Пухтанъега (лв)
- 432 км: Тарбатъега (пр)
- 449 км: Саматъега (пр)
- 456 км: Тямка (пр)
- 464 км: Большая Калемъега (лв)
- 513 км: Иткиега (лв)
- 530 км: Пекман (лв)
- 554 км: Кискас (лв)
- 571 км: Имгыт (лв)
- 578 км: Большая Пихтовая (пр)
- 591 км: Польский Буерак (лв)
- 596 км: Тальция (Бол. Тальция) (пр)
- 636 км: Большая Таморга (лв)
- 666 км: Васькина (пр)
- 689 км: Кирилкина (Каимса) (лв)
- 692 км: Тишкина (лв)
- 706 км: Шахматовка (лв)
- 750 км: Ардянка (пр)
- 764 км: Урна (лв)
- 801 км: Большой Казак (лв)
- 848 км: Большая Ершовая (лв)
- 861 км: Малая Ершовая (лв)
- 928 км: Тегус (Большой Тегус) (лв)
- 940 км: Коим (лв)
- 968 км: Ютымас (пр)
- 1007 км: Катис (лв)
- 1020 км: Большой Кызым (лв)
- Леф (пр)
- 1061 км: Восточная Демьянка (пр)
- 1134 км: Ягодная (пр)